# Chrysometa jayuyensis
Chrysometa jayuyensis är en spindelart som först beskrevs av Alexander Petrunkevitch 1930.  Chrysometa jayuyensis ingår i släktet Chrysometa och familjen käkspindlar.
Artens utbredningsområde är Puerto Rico. Inga underarter finns listade i Catalogue of Life.